# Chris Klebl
Chris Klebl, né le 5 janvier 1972, est un fondeur handisport américano-canadien. 

## Biographie
Né à Düsseldorf mais citoyen américain, il grandit en Autriche avant d'émigrer aux États-Unis en 1987. En 1995, il devient paraplégique des suites d'un accident en snowboard.
Il représente les États-Unis aux Jeux paralympiques de 2006 et de 2010 puis skie sous les couleurs du Canada à partir de 2011.

## Palmarès

### Ski de fond
| Épreuve / Édition   | relais | sprint | 5 km | 7,5 km | 10 km | 15 km | 20 km |
| ------------------- | ------ | ------ | ---- | ------ | ----- | ----- | ----- |
| JO 2006 Turin       | 6e     |        | 23e  |        | 18e   | 11e   |       |
| JO 2010 Vancouver   |        | 9e     |      |        | 16e   | 8e    |       |
| JO 2014 Sotchi      | 4e     | 8e     |      |        | Or    | 6e    |       |
| JO 2018 Pyeongchang | Argent | 11e    |      | 6e     |       | 8e    |       |